# Дорогая, мы себя уменьшили
«Дорогая, мы себя уменьшили» (англ. Honey, We Shrunk Ourselves) — американский полнометражный семейный фильм. Премьера в мире состоялась 18 марта 1997 года.
Является продолжением фильмов «Дорогая, я уменьшил детей» и «Дорогая, я увеличил ребёнка».
Также с 1997 по 2000 годы выходил телесериал «Дорогая, я уменьшил детей».

## Сюжет
Уэйн Шалински, изобретатель уменьшающей машины, не желая выбрасывать двухметровую статую Тики, стоящую в коридоре, чего требовала от него жена, решил её уменьшить. После этого аппарат по ошибке сработал снова, уменьшив Уэйна вместе с братом. А вскоре к ним присоединились их жёны. Теперь им надо как-то сообщить детям о том, что случилось.

## В ролях
| Актёр          | Роль                        |
| -------------- | --------------------------- |
| Рик Моранис    | Уэйн Шалински               |
| Ив Гордон      | Дайэн Шалински              |
| Баг Холл       | Адам Шалински               |
| Робин Бартлетт | Пэтти Шалински              |
| Эллисон Мэк    | Дженни Шалински             |
| Стюарт Пэнкин  | Гордон Шалински, брат Уэйна |
| Мила Кунис     | Джилл                       |